# Back To Front
Back To Front es el décimo álbum de estudio de la banda británica de rock progresivo Caravan. Los cuatro miembros fundadores se ven en la localidad de residencia de Richard Sinclair en Kent, Canterbury, para grabar un nuevo disco con el valor añadido de Mel Collins al saxo. En cierta manera el disco recupera algunos momentos brillantes con hermosos arreglos de piano eléctrico y fantásticas armonías vocales de Richard Sinclair, que canta magistralmente en toda la grabación además de su labor al bajo eléctrico. 

## Lista de canciones
Lado A
1.	"Back to Herne Bay Front"  	Richard Sinclair	5:55
2.	"Bet You Wanna Take It All / Hold on Hold On"  	Pye Hastings	5:20
3.	"A.A. Man"  	Richard Sinclair	5:02
4.	"Videos of Hollywood"  	John Murphy, Dave Sinclair	5:11
Lado B
5.	"Sally Don't Change It"  	Dave Sinclair	4:06
6.	"All Aboard"  	Hastings, Murphy, Sinclair	4:08
7.	"Taken My Breath Away"  	Hastings	4:52
8.	"Proper Job / Back to Front"  	Dave Sinclair	8:19

## Créditos

### Caravan
- Richard Sinclair: Voz tema 1, 3 y 4 bajo, guitarra eléctrica tema 3.
- Pye Hastings: Voz tema 2, 6, 7 y 8; guitarras.
- David Sinclair: Órgano Hammond, piano, minimoog, voz tema 5.
- Richard Coughlan: Batería, percusión.

### Músicos adicionales
- Mel Collins: Flauta, saxofón tenor, piccolo.
- Graeme Quinton-Jones and Jeremy Darby. Técnicos de sonido